# Канален слой на OSI модела
Kаналният слой (на английски: Data Link) е вторият слой на седемслойния OSI модел и използва услугите на физическия слой на OSI модела. Поддържа обмен на данни от възел до възел в същата локална мрежа като последователност от пакети кадри. Всеки кадър е последователност от битове с фиксирана дължина и проверен интегритет (т.е. не е констатирана грешка при доставката). При наличие на грешка в кадъра обикновено се изисква повторното му предаване. По този начин този слой отговаря за осигуряване валидността на предаваните данни.
Тъй като физическото свързване обединява множество възли в обща съобщителна среда – локалната мрежа, каналният слой се разделя на нисък подслой, който разрешава достъпа в системите с множествен достъп – MAC (Media Access Control) – и на висок подслой на логическия канал – LLC (Logical Link Channel) – който установява и закрива логически канал между два пряко свързани възела.
От гледна точка на предаването, тук се осъществява пакетирането на инструкциите, данните и т.н в кадри – уникална структура за това ниво, съдържаща достатъчно информация, за да се гарантира, че данните са изпратени успешно през локалната мрежа до тяхното местоназначение. За доставянето на кадри се използват уникални хардуерни адреси. Главата (хедърът) на всеки кадър съдържа адреса на изпращане и адреса на получаване, които показват съответно от кое устройство идва кадъра и за кое устройство е предназначен. По време на предаването на кадрите могат да възникнат най-различни ситуации – частично или пълно повреждане, изгубване на кадри и т.н. Всички тези грешки се откриват и коригират в този слой. Следователно кадърът трябва да съдържа механизъм, който да провери интегритета на съдържанието му при доставката. Успешната доставка означава, че кадърът е достигнал своето местоназначение непокътнат.
За гарантирана доставка трябва да се случат две неща:
1. Изпращащият възел трябва да получи потвърждение от получателя за всеки пристигнал непокътнат кадър.
2. Преди да изпрати потвърждение за получаването на кадър, получаващият възел трябва да провери неговия интегритет.

Физическият и каналният слоеве на OSI модела са необходими за всеки вид комуникация.
Пример за протокол от каналния слой е Ethernet за локални мрежи.

## Стандарти за каналния слой
- Етернет
- Token Ring
- High level Data Link Control HDLC
- Point-to-point protocol PPP
- PAP
- CHAP